# Stádium (Hírlap)
A Stádium magyar társadalmi és kulturális hírlap. Székhely: Százhalombatta. Indulás: 2012. ISSN 2063-5389

## A folyóirat célja
A Stádium Társadalmi és Kulturális Hírlap elsődleges célja a magyar szellemi élet összefogásának előmozdítása. Fazekas István a lap indulásakor ezt így fogalmazta meg: "Azt szeretnénk, ha ez a lap a valós értékek közös műhelyévé válna. Az irodalmi művek közlése mellett helye van a lapban a kritikának, a társadalomtudományi írásoknak, a képzőművészetnek és minden olyan hírnek, mely a magyar tudományos-, társadalmi- vagy művészeti élet szempontjából jelentőséggel bír. A szellemi összefogás előmozdítása érdekében nem árt tisztázni a következőket! A magyarság valahányszor befogadott valami idegen értéket, olyankor mindig el kellett fojtania valamit eredetiségéből. A nyelv a hamisságot egy idő után kidobja önmagából, ám a megcsonkított eredetiség ősi kifejezései aligha térhetnek vissza. Ezért életbevágóan fontos a szellemi összefogás! Nem azt mondom, hogy kultúránkban nincs helye idegen értékeknek, hanem azt, hogy azokat öncsonkítás nélkül kell befogadnunk!"

## Jelenlegi szerkesztősége
- Alapító főszerkesztő: Pozsgay Imre
- Főszerkesztő: *Fazekas István
- Főszerkesztő-helyettes: Petrőczi Éva
- Felelős szerkesztő: *Bordás Mária
- Lapigazgató: Bognár Nándor

- Szerkesztők:

- Arany Lajos egyetemi tanár, nyelvész
- Csoóri Sándor (1956) népzenész, az Ifjú Muzsikás Népzenei Együttes alapítója, korábban a Muzsikás együttes tagja
- Bertha Zoltán egyetemi tanár, irodalmár
- Czifrik Katalin újságíró
- Szigetvári József folklorista

## Külső hivatkozások
https://web.archive.org/web/20141218085151/http://stadiumlap.hu/